# Einradkür
Als Einradkür werden Wettkämpfe mit dem Sportgerät Einrad bezeichnet, bei denen vor einer Jury bestimmte Übungen gefahren werden, welche durch die Jury bewertet werden. Einradküren werden sowohl im Einradsport, als auch im Kunstradsport gefahren.

## Im Einradfahren

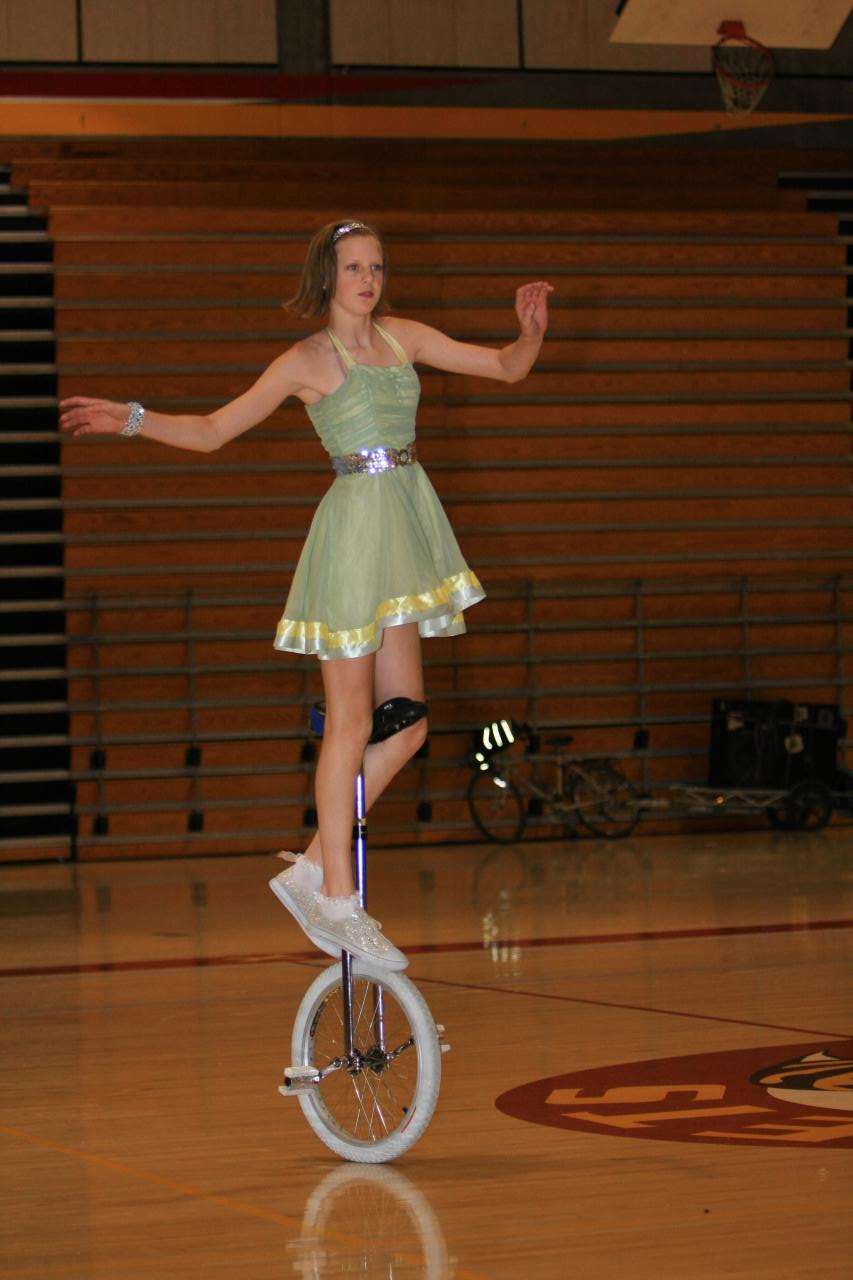
Freestyle Fahrerin

Die Einradkür im Einradfahren, meist als Freestyle Unicycling oder Freestyle bezeichnet, ist eine der ältesten Disziplinen des Einradfahrens und am ehesten mit dem Eiskunstlauf vergleichbar. Es werden Einzel-, Paar- und Gruppenküren gefahren.
In einer vorgegebenen Zeit wird vom Sportler zu einer Musik ein einstudiertes Programm mit möglichst anspruchsvollen Tricks, auch Skills genannt, vorgeführt. Neben der Schwierigkeit der Tricks und deren Ausführung oder Sicherheit wird von der Jury auch die Präsentation sowie das Zusammenspiel von Musik, Bewegungen und Kostüm gewertet. Vor allem in Asien hat sich hier ein sehr flüssiger, tänzerischer Stil mit vielen Pirouetten entwickelt.

## Im Kunstradfahren

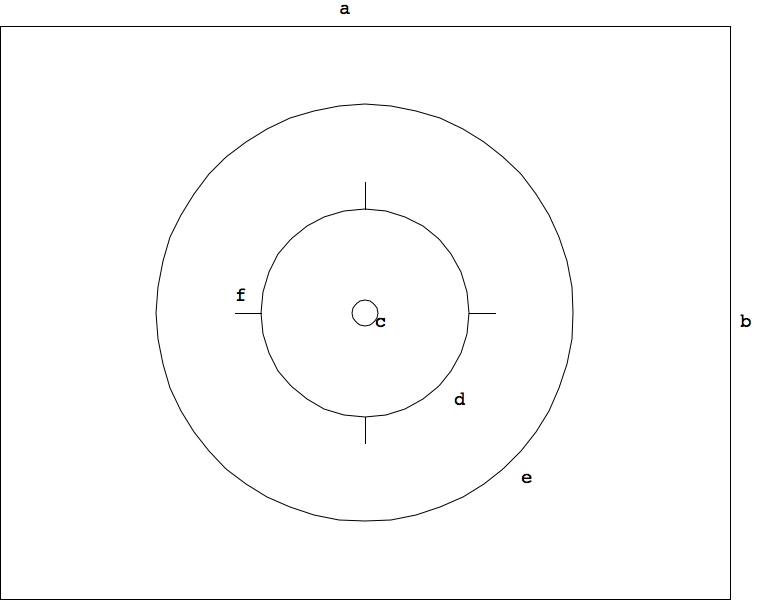
Übungsfeld (Schema) für die Einradkür

Die Einradkür im Kunstradfahren, oft auch als Reigen oder Mannschaftseinradfahren bezeichnet, ist die wettkampfmäßige Prüfung des Einradkunstfahrens. Bei dieser Kür fährt eine Gruppe von 4 oder 6 Personen eine Kombination aus verschiedenen Übungen, die fließend aneinander gehängt werden. Es ist vergleichbar mit dem Vierer- und Sechser-Kunstradfahren. Im Gegensatz zum Freestyle wird hier ausschließlich in normaler Fahrhaltung (auf dem Sattel sitzend mit beiden Füßen auf den Pedalen) gefahren und keine Tricks vorgeführt. Hauptaugenmerk liegt auf Synchronität der Gruppe.
Alle Übungen wie beispielsweise Linksschleifen oder Längszüge besitzen einen bestimmten vorher festgelegten Schwierigkeitsgrad. Je nach Grad erhöht sich die zu erzielende Punktzahl.

### Weitere Regeln
Bei einem Reigen gibt es weitere einzuhaltende Regeln, deren Nichtbeachtung Punktabzüge bedeuten kann. So muss man beim Fahren die Arme stets gerade zur Seite ausstrecken. Eine vernachlässigte Körperhaltung oder heftiges Schlenkern bedeutet Punktabzug. Auch die Nichteinhaltung der vorgegebenen Fläche oder der vorgegebenen Zeit von 5 Minuten führt zum Punktabzug. Ist die Zeit vorbei, so werden die Punkte aller Übungen, die außerhalb der Zeit gefahren werden, abgezogen.
Innerhalb der Gruppe gibt es einen Mannschaftsführer, der per Kommando seinen Mitstreitern signalisiert, wann die nächste Übung beginnt. Wettkämpfe werden in den Altersklassen Schüler, Junioren und Elite ausgetragen, getrennt nach Frauen und offener Klasse.